# Bulia brunnearis
Bulia brunnearis là một loài bướm đêm trong họ Erebidae.